# Bologna è una regola
Bologna è una regola è un singolo del cantautore italiano Luca Carboni, il secondo estratto dal dodicesimo album in studio Pop-up e pubblicato il 1º gennaio 2016.

## Descrizione
Scritto da Luca Carboni e da Alessandro Raina e musicato dallo stesso Raina e da Matteo Buzzanca, il brano è una ballad electro-pop dalla vena malinconica. L'artista riguardo al brano ha dichiarato: 

## Video musicale
Il videoclip, diretto da Antonio Usbergo e Niccolò Celaia, è stato girato a Bologna, di notte, nel novembre 2015, e pubblicato il 1º gennaio 2016 attraverso il canale YouTube dell'artista.

## Formazione
- Luca Carboni – voce
- Tim Pierce – chitarra elettrica
- Alex Alessandroni Jr. – pianoforte, basso synth
- Christian "Noochie" Rigano – sintetizzatore, programmazione
- Michele Canova Iorfida – programmazione